# Yves, Charente-Maritime
Yves är en kommun i departementet Charente-Maritime i regionen Nouvelle-Aquitaine i västra Frankrike. Kommunen ligger  i kantonen Rochefort-Nord som ligger i arrondissementet Rochefort. År 2022 hade Yves 1 508 invånare.

## Befolkningsutveckling
Antalet invånare i kommunen Yves
Referens:INSEE